# Аль-Лейс
Аль-Лейс бін Алі (помер 928) — емір держави Саффаридів. Захопив владу за часів слабкого правління Тахіра.
Син Алі ібн аль-Лейса. У 890 році аль-Лейс та його брат аль-Муаддал допомогли своєму батькові Алі втекти з ув'язнення в еміра Амра ібн аль-Лейса. Усі троє втекли до Хорасана, де вступили на службу до емрі Рафі бін Харсами. Алі помер у 893 році, а брати продовжували служити Рафі. Після того, як Рафі був розбитий і вбитий у 896 році, їх захопив Амр, який, однак, добре до них поставився.
У 900 році після потрапляння до полону Амра до саманідських військ, командир гулямів Себук-ері почав встановлювати зв'язки з аль-Лейсом, який переховувався в Сістані. Спочатку він залишався вірним наступнику еміру Тахіру ібн Мухаммаду. У 900-901 роках брав участь у невдалій кампаніїз метою відвоювання Фарса у Аббасидського халіфату та в іншій, більш успішній кампанії, яка відбулася приблизно в 904 році.
Протягом наступних кількох років після повторної окупації Фарса аль-Лейс супроводжував Себук-ері. У 907 або 908 році його відправив його для захоплення Мекрану, правитель якого Іса ібн Мадан не сплачував данину Саманідам протягом останніх кількох років. Аль-Лейсу вдалося отримати належну данину, але після повернення Себук-ері наказав йому повернутися до Мекрана та взяв його сина Мадьяна в заручники, намагаючись змусити послухатися. Замість цього аль-Лейс розпочав повстання в Кермані проти Себук-ері, отримавши допомогу від Тахіра ібн Мухаммада, але армія залишила його, коли наблизилися війська Себук-ері. Аль-Лейс був змушений втекти до Сістану з невеликою кількістю прихильників, але з великим багатством, яке він здобув, розграбувавши міста Кермана.
Наприкінці 908 року атакував столицю Заранг, незважаючи на спроби Тахіра ібн Мухаммада чинити спротив. Зрештою Тахір був змушений відступити, а аль-Лейса було проголошено еміром у березні 909 року. Він розпочав своє правління, відправивши армію під командуванням свого брата аль-Муаддала проти Галіба, брата Себук-ері. Потім Аль-Муаддал розпочав кампанію в Газні та разом з підтримкою, надісланою його братом, до кінця року встановив владу аль-Лейса до Кабула, де місцеві Баніджуриди знову визнали зверхність Саффаридів.
У лютому 910 року аль-Лейс виступив проти Себук-ері, атабека Фарсу, що перейшов на бік Аббасидів. До травня він переміг того та звільнив свого сина Мадьяна з полону, намагаючись повністю захопити міста Фарсу. Себук-ері отримав підтримку від халіфа Джафара аль-Муктадіра. У серпні 910 року війська останнього під командуванням Муніса аль-Хадіма завдало поразки саффаридському війську, аль-Лейс залишив Фарс і вирушив до Кермана. Себук-ері відмовився укладати мир, перейшовши у наступ: завдав поразки аль-Лейсу, якого захопив разом з сином. Аль-Муаддалу закріпився у Кермані. 
Полонених відправили до Багдаду. Аль-Лейс залишався у в'язниці до своєї смерті в Ракці в 928 році. Новим еміром став брат Мухаммад.